# NGC 1907
NGC 1907 est un amas ouvert situé dans la constellation du Cocher. Il a été découvert par l'astronome français Guillaume Le Gentil peut-être avant 1759.
NGC 1907 est situé à environ 1 556 pc (∼5 080 al) du système solaire et les dernières estimations donnent un âge de 369 millions d'années. La taille apparente de l'amas est de 5,0 minutes d'arc, ce qui, compte tenu de la distance, donne une taille réelle maximale d'environ 7,4 années-lumière. 
Selon la classification des amas ouverts de Robert Trumpler, cet amas renferme entre 50 et 100 étoiles (lettre m) dont la concentration est moyenne (II) et dont les magnitudes se répartissent sur un petit intervalle (le chiffre 1). 